# Marie Dressler
Marie Dressler (właśc. Leila Marie Koerber; ur. 9 listopada 1868 w Cobourg, zm. 28 lipca 1934 w Santa Barbara) – kanadyjsko-amerykańska aktorka filmowa i teatralna, laureatka Oscara za pierwszoplanową kreację w komediodramacie Min i Bill (1930). W 1932 była ponownie nominowana za pierwszoplanową rolę w filmie Emma (1932). Dressler była najbardziej dochodową aktorką w czasie wielkiego kryzysu.

## Życiorys
Urodziła się w Cobourgu jako córka Alexandra Rudolpha Koerbera (z pochodzenia Austriaka) i Anny Henderson. Karierę na Broadwayu rozpoczęła w 1892. Grywała przede wszystkim w wodewilach. W 1914 wystąpiła w niemym filmie Zabawny romans Charliego i Loloty u boku Charliego Chaplina. W późniejszych latach wystąpiła również w dwóch kontynuacjach filmu. W międzyczasie Dressler aktywnie brała udział w organizacjach aktorskich. W 1930 wystąpiła w filmie Min i Bill u boku Wallace’a Beery’ego. On wcielił się w postać rybaka, ona karczmarki. Dressler za rolę w filmie otrzymała Oscara dla najlepszej aktorki pierwszoplanowej. Rok później była ponownie do nagrody nominowana tym razem za rolę w filmie Emma, gdzie Marie partnerowała Myrna Loy. Ostatnim filmem Marie był obraz Christopher Bean z 1933. Marie zmarła rok później na zawał serca. Została pochowana na Forest Lawn Memorial Park Cemetery w Glendale w Kalifornii.
Aktorka posiada własną gwiazdę na Hollywood Walk of Fame przy 1731 Vine Street.

## Filmografia
Filmy fabularne
- 1933: Christopher Bean jako Abby

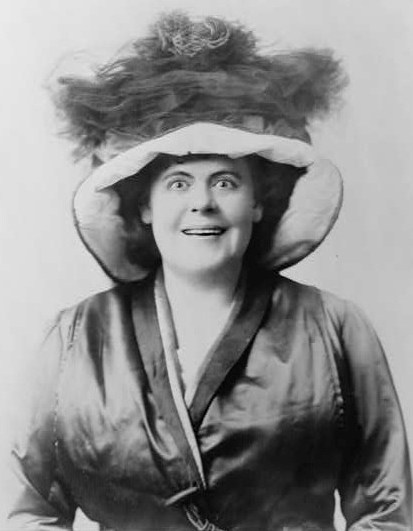
Marie Dressler (1909)

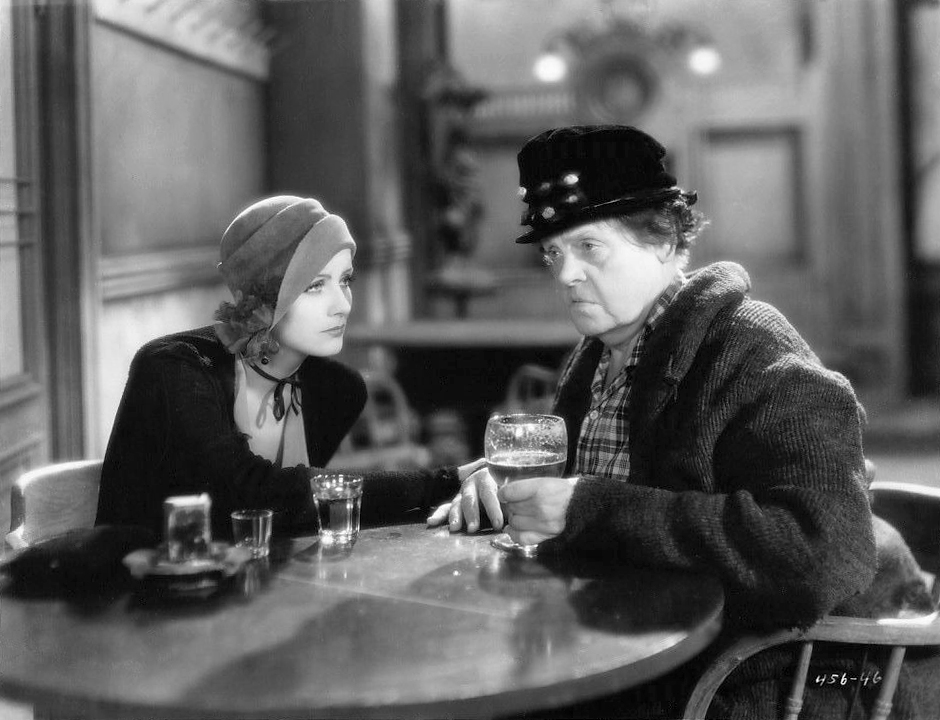
Greta Garbo i Marie Dressler w filmie Anna Christie (1930)

- 1933: Kolacja o ósmej (Dinner at Eight) jako Carlotta Vance
- 1933: Tugboat Annie jako Annie Brennan
- 1932: Emma jako Emma Thatcher Smith
- 1932: Prosperity jako Maggie Warren
- 1931: Reducing jako Marie Truffle
- 1931: Politics jako Hattie
- 1930: Min i Bill (Min and Bill) jako Min Divot
- 1930: The Girl Said No jako Hettie Brown
- 1930: Caught Short jako Marie Jones
- 1930: One Romantic Night jako Księżniczka Beatrice
- 1930: Chasing Rainbows jako Bonnie
- 1930: Let Us Be Gay jako pani 'Bouccy' Bouccicault
- 1930: Anna Christie jako Marthy Owens
- 1929: Królowa bez korony (The Divine Lady) jako pani Hart
- 1929: The Vagabond Lover jako pani Ethel Bertha Whitehall
- 1929: Dangerous Females jako Sarah Bascom
- 1928: Bringing Up Father jako Annie Moore
- 1928: The Patsy jako Ma Harrington
- 1927: The Joy Girl jako pani Heath
- 1927: Breakfast at Sunrise jako Królowa
- 1927: Callahans i Murphy (The Callahans and the Murphys) jako pani Callahan
- 1918: The Red Cross Nurse
- 1918: The Agonies of Agnes
- 1917: The Scrub Lady
- 1917: Tillie Wakes Up jako Tillie Tinkelpaw
- 1917: Fired
- 1915: Tillie's Tomato Surprise jako Tillie Banks
- 1914: Zabawny romans Charliego i Loloty (Tillie's Punctured Romance) jako Lolota (Tillie Banks)

Reżyseria
- 1917: Fired

Produkcja
- 1918: The Agonies of Agnes